# McRae (Geòrgia)
McRae és una població dels Estats Units a l'estat de Geòrgia. Segons el cens del 2000 tenia 2.682 habitants.

## Demografia
Segons el cens del 2000, McRae tenia 2.682 habitants, 1.057 habitatges, i 714 famílies. La densitat de població era de 307,3 habitants/km².
Dels 1.057 habitatges en un 30,7% hi vivien nens de menys de 18 anys, en un 43,1% hi vivien parelles casades, en un 19,7% dones solteres, i en un 32,4% no eren unitats familiars. En el 30,3% dels habitatges hi vivien persones soles el 15,9% de les quals corresponia a persones de 65 anys o més que vivien soles. El nombre mitjà de persones vivint en cada habitatge era de 2,4 i el nombre mitjà de persones que vivien en cada família era de 2,94.
Per edats la població es repartia de la següent manera: un 24% tenia menys de 18 anys, un 8,2% entre 18 i 24, un 24,9% entre 25 i 44, un 22,1% de 45 a 60 i un 20,9% 65 anys o més.
L'edat mediana era de 40 anys. Per cada 100 dones de 18 o més anys hi havia 75 homes.
La renda mediana per habitatge era de 27.236 $ i la renda mediana per família de 37.250 $. Els homes tenien una renda mediana de 29.055 $ mentre que les dones 20.321 $. La renda per capita de la població era de 15.911 $. Entorn del 16,4% de les famílies i el 19,3% de la població estaven per davall del llindar de pobresa.

## Poblacions més properes
El següent diagrama mostra les poblacions més properes.